# Division di Honor
Die 1960 gegründete Division di Honor, mittlerweile umbenannt in Campeonato AVB Aruba Bank, ist die höchste Spielklasse des Arubaanse Voetbal Bond, dem Fußballverband von Aruba. Rekordsieger ist der SV Racing Club Aruba mit 18 Titeln.
Von 1930 bis 1959 gab es schon eine Meisterschaft auf der Insel, die allerdings nicht vom nationalen Fußballverband organisiert wurde. Hier gewann ebenfalls der SV Racing Club Aruba insgesamt 16 Meisterschaften, gefolgt von den Aruba Juniors mit vier Titeln. Lago, Eagle und Hollandia konnten in dieser Zeit jeweils einmal Meister werden.

## Aktuelle Saison
An der Saison 2022/23 nahmen die folgenden 10 Mannschaften teil.
- SC United
- SV Atletico Santa Fe
- SV Britannia
- SV Dakota
- SV Deportivo Nacional
- SV Estrella
- SV Independiente Porto Caravel
- SV La Fama
- SV Racing Club Aruba
- SV Riverplate

## Alle Meister seit 1960
| - 1960: SV Racing Club Aruba - 1961: SV Dakota - 1962: SV Dakota - 1963: SV Dakota - 1964: SV Racing Club Aruba - 1965: SV Dakota - 1966: SV Dakota - 1967: SV Racing Club Aruba - 1968: SV Estrella - 1969: SV Dakota - 1970: SV Dakota - 1971: SV Dakota - 1972: keine Meisterschaft - 1973: SV Estrella - 1974: SV Dakota - 1975: SV Bubali - 1976: SV Dakota - 1977: SV Estrella - 1978: SV Racing Club Aruba - 1979: SV Racing Club Aruba | - 1980: SV Dakota - 1981: SV Dakota - 1982: SV Dakota - 1983: SV Dakota - 1984: SV San Luis Deportivo - 1985: SV Estrella - 1986: SV Racing Club Aruba - 1987: SV Racing Club Aruba - 1988: SV Estrella - 1989: SV Estrella - 1990: SV Estrella - 1991: SV Racing Club Aruba - 1992: SV Estrella - 1993: SV Riverplate - 1994: SV Racing Club Aruba - 1995: SV Dakota - 1996: SV Estrella - 1997: SV Riverplate - 1998: SV Estrella - 1999: SV Estrella | - 2000: SV Deportivo Nacional - 2001: SV Deportivo Nacional - 2002: SV Racing Club Aruba - 2003–04: SV Deportivo Nacional - 2004–05: SV Britannia - 2005–06: SV Estrella - 2006–07: SV Deportivo Nacional - 2007–08: SV Racing Club Aruba - 2008–09: SV Britannia - 2009–10: SV Britannia - 2010–11: SV Racing Club Aruba - 2011–12: SV Racing Club Aruba - 2012–13: SV La Fama - 2013–14: SV Britannia - 2014–15: SV Racing Club Aruba - 2015–16: SV Racing Club Aruba - 2016–17: SV Deportivo Nacional - 2017–18: SV Dakota - 2018–19: SV Racing Club Aruba - 2019–20: abgebrochen.... | - 2020–21: keine Meisterschaft - 2021–22: SV Dakota - 2022–23: SV Racing Club Aruba - 2023–24: SV Britannia |

## Anzahl der Titel
| Verein                | Titel | Letzter Titel |
| --------------------- | ----- | ------------- |
| SV Racing Club Aruba  | 18    | 2023          |
| SV Dakota             | 17    | 2022          |
| SV Estrella           | 12    | 2006          |
| SV Deportivo Nacional | 5     | 2017          |
| SV Britannia          | 4     | 2014          |
| SV Riverplate         | 2     | 1997          |
| SV La Fama            | 1     | 2013          |
| SV Bubali             | 1     | 1975          |
| SV San Luis Deportivo | 1     | 1984          |